# فرودگاه اسکای اکرس
فرودگاه اسکای اکرس (به انگلیسی: Sky Acres Airport) یک فرودگاه همگانی بهره‌برداری هوایی است که یک باند فرود آسفالت دارد و طول باند آن ۱۱۶۷ متر است. این فرودگاه در شهر میلبروک، نیویورک کشور ایالات متحده آمریکا قرار دارد و در ارتفاع ۲۱۳ متری از سطح دریا واقع شده است.